# Charmides (Platon)
Charmides sau Carmide (în greacă veche Χαρμίδης) este un dialog scris de Platon.

## Charmides (sau despre înțelepciune)—rezumat
Socrate, venit în seara de ajun din tabăra de luptă de la Potideia, se îndrepta spre locurile în care obișnuia să își petreacă timpul, de data aceasta ducându-se în palestra lui Taureas, aflată în fața templului regal. Văzut de la depărtare, el fu întâmpinat într-un mod aparte, Cheferon țâșnind din mijlocul oamenilor adunați acolo și alergă spre el, luându-l în brațe. După ce i s-au adresat întrebări despre lupta și venirea lui acasă, Socrate zări în depărtare un grup de tineri, unul din ei atrăgându-i atenția. El a întrebat cine e acel tânăr, iar Critias i-a răspuns că îl cheamă Charmides. Charmides este un tânăr de o frumusețe ‘exuberantă’. Socrate a început să pună din ce în ce mai multe întrebări, devenind din ce în ce mai uimit de fizicul lui “binecuvântat” și, din descrierea celor din jur, de psihicul lui. El află că, abia cu o zi înainte, Charmides suferise de o durere de cap, și i-a rugat pe cei din jur să îl cheme, rugându-i să îi spună lui Socrate că el ar avea ‘leacul pentru suferința de care se plângea mai ieri’.
Charmides a intrat și Socrate a prins curaj, punându-i câteva întrebări. Ceea ce a reieșit din acea primă conversație a fost faptul că nu poți să vindeci un mădular al corpului fără a vindeca tot corpul (“nu vindeca ochii, fără să vindeci capul”). La fel nici mintea nu poate fi vindecată fără ca mai întâi să fie vindecat sufletul.
Următoarea, și cea mai mare parte a dialogului constă în dorința lui Socrate de a afla dacă tânărul Charmides se consideră sau nu înțelept. Dacă da, de ce, și ce este aceea înțelepciunea, și dacă nu, de ce nu?
Primul răspuns, confuz și sfios a lui Charmides a fost: “Dacă nu recunosc că sunt chibzuit, atunci în același timp declar ceva care e nepotrivit de spus despre sine și înseamnă că-l înfățișez pe acest Critias împreună cu toți cărora le par chibzuit, drept niște mincinoși; dacă în schimb o recunosc și mă laud singur, poate că am să par nu tocmai la locul meu – astfel încât nu prea știu ce să răspund.” 
Socrate îi cere lui Charmides să spună ce crede el că este înțelepciunea (ideea pe care el o are despre asta). Primul răspuns a fost: “Înțelepciunea înseamnă să făptuiești toate în mod măsurat și liniștit, în mers ca și vorbă și în toate celelalte”. Într-un stil specific lui, Socrate își formulează întrebările în așa fel încât rezultatul obținut prin răspunsul adus la aceste întrebări să intre în contradicție cu afirmația inițială. El spune că, pentru un gramatic este mai bine ca el să scrie literele repede, că pentru cineva care obișnuiește să cânte la citeră este mai bine ca acea persoană să o facă cu agerime, la fel trebuind să fie și lupta dusă într-un război (etc.). Astfel, demonstrându-și sieși, și lui Charmides că afirmația inițială nu a fost corectă, și mai presus de atât, dovedind că ințelepciunea este ceva frumos.
Următorul răspuns pe care Charmides îl aduce este: “Înțelepciunea este ceea ce-l face pe om să se rușineze și să fie rușinos, ca fiind un fel de sfială”. După ce spune că, fiind frumoasă, înțelepciunea trebuie să fie și bună, Socrate, în iscusința lui îl citează pe Homer: “Sfiala nu e bună când se ivește la omul nevoiaș”. Astfel intră în contradicție cu ceea ce a spus mai devreme (că înțelepciunea este ceva bun). “Înțelepciunea este un bine, dacă face buni pe cei la care se ivește, iar nu răi.” Zise Socrate, astfel demonstrând că ea nu poate fi un fel de sfială, fiindcă ea este un bine, în timp ce sfiala e mai degrabă un rău decât un bine.
Un ultim răspuns pe baza căruia se va discuta până la sfârșitul dialogului este: “Înțelepciunea este să te îndeletnicești cu ale tale”. Socrate îl acuză, într-un mod prietenesc încă de la început că este un citat furat de la Critias, dar Charmides nu recunoaște. Tot Socrate îi spune lui Charmides, care se va mira de asta, că va încerca să dezlege această "cimilitură" (ghicitoare).
Primul argument este acela că, un grămătic nu își scrie și nu își citește doar propriul nume de fiecare dată, ci se “îndeletnicește” cu a scrie sau a citi și altceva. Legat de primul argument este al doilea care susține că meșteșugarii, medicii și pantofarii nu se îndeletnicesc doar cu ale lor, ci își fac munca și pentru cei din jur. (Charmides e de acord cu ambele). Demonstrându-i astfel că este chiar o cimilitură, Socrate acuză pe cel care a spus-o că este un nerod. Charmides recunoaște că, la rândul lui nu știe exact despre ce e vorba, dar mai adaugă că nu este sigur nici de faptul că, cel care i-a spus știe înțelesul acestei ghicitori. Critias se dorea limpede în timp ce se frământa, iar în același timp îi privea de sus pe toți ceilalți. După câteva momente, Charmides recunoaște că însuși Critias a fost cel de la care a luat zicala. Din acel moment, lui Critias i se adresează dialogul, el răspunzând direct la întrebările lui Socrate. Critias acceptă tot ce se discutase până aici, și apoi continuă dialogul.
După o scurtă polemică despre diferența dintre “a făptui”, “a face” și “a munci”, cei doi cad de acord că înțelepciunea înseamnă “făptuirea celor bune”. 
Ulterior, Critias afirmă că “înțelepciunea înseamnă a se cunoaște pe sine”. Socrate începe să compare această aparentă “știință” cu celelalte feluri de a ști, însă Critias afirmă într-un final, după o lungă discuție, că înțelepciunea este diferită față de restul felurilor de a ști. Ea înseamnă cunoașterea a ceea ce nu știi și cunoașterea a ceea ce știi. După multe replici, Socrate îi spune că, acest lucru nu poate fi adevărat, ducând la următoarele contradicții:
1) Simțurile nu se pot simți pe ele însele. “Vederea nu poate fi a ei înseși și a celorlalte vederi, ba chiar a lipsei de vedere, care totuși se vede pe sine și alte vederi;”
2) “Despre ceva ce este mai mare, noi spunem că are capacitatea de a fi mai mare decât ceva. Așadar, e mai mare decât ceva mai mic. Prin urmare, dacă am găsi un ceva mai mare, care să fie mai mare decât ce este mai mic ca el și decât sine, iar față de cele sunt mai mari ca el, el să nu fie mai mare, atunci acestui ceva i-ar reveni calitatea, de vreme ce ar fi mai mare decât sine, ca el însuși să fie mai mare și mai mic decât sine.”
3) Cu această cunoaștere, ai putea să îți dai seama cine cunoaște ceva cu adevărat, sau doar pretinde că are acea cunoaștere. Astfel, lumea ar merge doar la medicii cei buni sau doar la arhitecții pricepuți.
4) Aparent, această cunoaștere a ne-cunoașterii ar duce la omnisciență, cel în cauză cunoscând și trecutul, și viitorul. 
“Căci tocmai aceea ce nu știm, acel lucru pretindem, prin recunoașterea noastră, că-l știm.”
Deși nu a aflat ce este înțelepciunea, el a eliminat anumite lucruri care ea nu poate fi. Charmides cere să rămână cu Socrate, să îi recite ‘descântecul’, iar Critias îi spune că aceasta ar fi dovada înțelepciunii, ca el să rămână lângă Socrate fără să îl mai părăsească. 
Socrate consimte.